# Cichorium bottae
Cichorium bottae, biljna vrsta u porodici Asteraceae, vrsta je vodopije koja raste po Saudijskoj Arabiji i Jemenu.

## Vanjske poveznice
- Species - Distribution - Cichorium bottae